# Biskupi hajnowscy

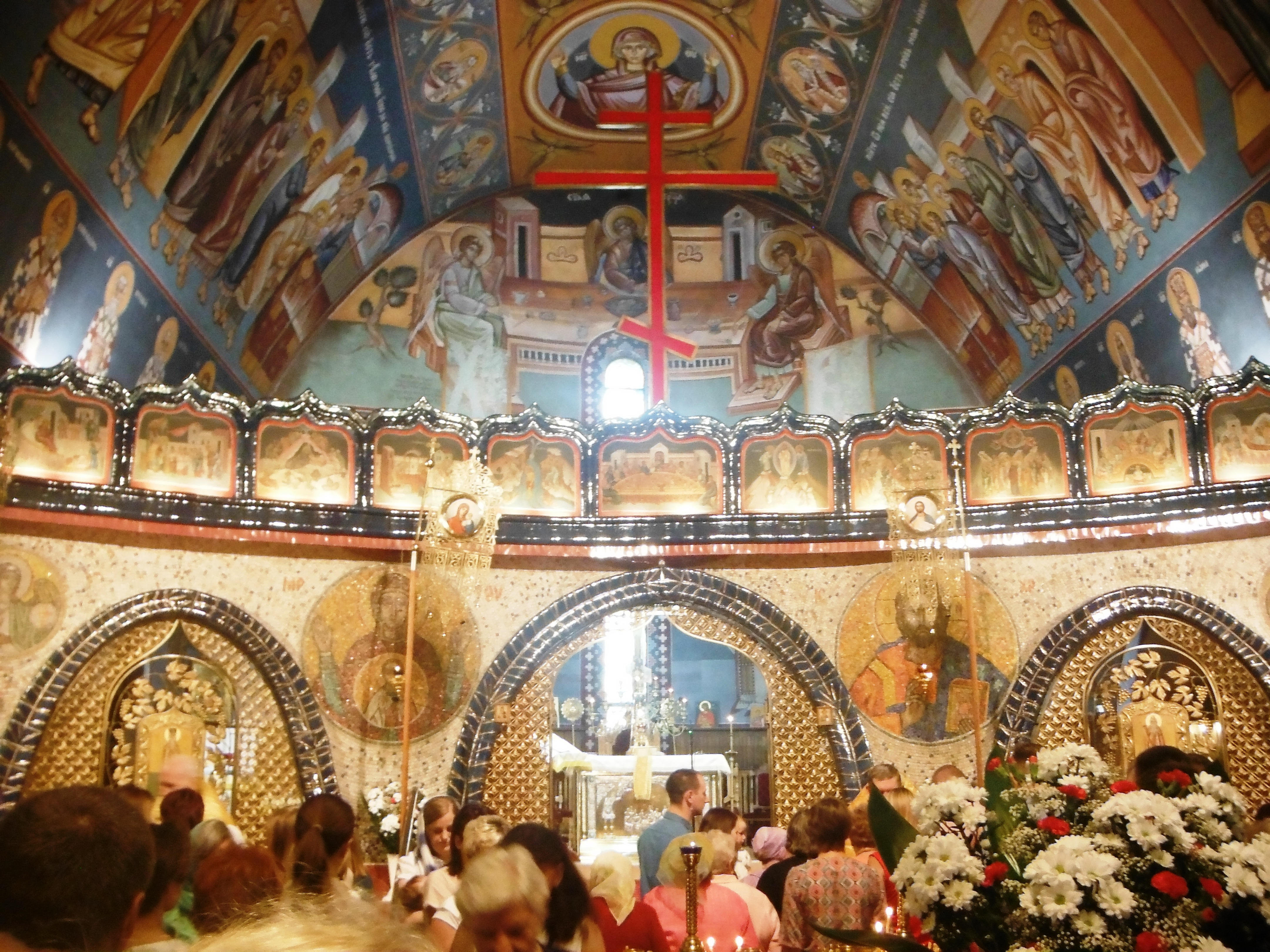
Sobór Świętej Trójcy w Hajnówce – katedra biskupów hajnowskich

Biskupi hajnowscy – wikariusze diecezji warszawsko-bielskiej Polskiego Autokefalicznego Kościoła Prawosławnego:
- 1998–2010 – Miron (Chodakowski) (1998-2008 biskup, od 2008 jako arcybiskup), od października 1998 także prawosławny ordynariusz Wojska Polskiego
- od 2017 – Paweł (Tokajuk)